# Ángela Ponce
Pour les articles homonymes, voir Ponce (homonymie).
Ángela Ponce, née le 18 janvier 1991 à Séville, est une mannequin espagnole transgenre.

## Biographie
Elle commence les défilés à l'âge de 10 ans en Andalousie.
Ángela Ponce est élue miss Cadix en 2015. Cette année-là, elle est écartée de la compétition lorsqu'elle tente de participer à Miss Monde Espagne, les organisateurs ne reconnaissant pas les personnes transgenres comme candidates.
Elle est élue à 26 ans miss Univers Espagne 2018, après une cérémonie le 29 juin 2018. Elle devient ainsi la première femme trans à être couronnée miss Espagne. Elle participe ainsi à Miss Univers 2018, elle est alors la première femme trans à participer à la compétition, six ans après l'ouverture du concours aux femmes trans. La veille de la finale, elle est considérée par de nombreux journaux internationaux comme l'une des favorites pour la couronne,,. La compétition est gagnée par la Philippine Catriona Gray.
Dans une interview en 2018, elle affirme que sa participation lui permet de montrer que « les femmes trans peuvent être ce qu'elles veulent ».

## Vie associative
Elle est membre d'une organisation non gouvernementale espagnole, la Fondation Daniela, qui travaille à éradiquer les traumas psychologiques auxquels peuvent faire face les personnes transgenres,.